# متحف تمنية للتراث
متحف تمنية للتراث أحد متاحف منطقة عسير في خميس مشيط، أسسه عبد الهادي أحمد آل مهدي. المتحف عبارة عن مبنى ملتصق بسكن صاحب المتحف، ويتكون من ثلاث حجرات بنيت على الطراز التراثي القديم المستوحى من بيئة المنطقة. القاعة الأولى عرض فيها مجموعة كبيرة من الأسلحة القديمة والسيوف والخناجر وبعض الدروع والرماح، بالإضافة إلى أواني الطهي القديمة والحلي النسائية وآلات تصوير قديمة.
القاعة الثانية عبارة عن قسمين: القسم الأول عرض فيه العديد من القطع التراثية مثل الملبوسات الرجالية والنسائية وتلفونات قديمة، وعدد من الراديوهات، وشاشة عرض سينما قديمة وعملات ورقية ومعدنية، وصور قديمة وأدوات الزراعة القديمة والحراثة. القسم الثاني عرضت فيه المجامر التراثية، وأواني حفظ الماء، والصحاف وأواني الطبخ والدلال والنجور، بالإضافة إلى الزل والمفروشات.
ويضم المتحف  أكثر من 10 آلاف قطعة أثرية.